# Renens
Renens is een gemeente en plaats in het Zwitserse kanton Vaud en maakt sinds 1 januari 2008 deel uit van het Ouest lausannois. Voor 2008 maakte de gemeente deel uit van het district Lausanne.
Renens telt ca. 20.000 inwoners (2015).
In 1940 werd Renens getroffen door een Brits bombardement aangaande de strijd tegen Nazi-Duitsland in het nabijgelegen Frankrijk.

## Geboren
- Olivier Eggimann (1919-2002), voetballer
- Henri Dès (1940), zanger
- Frédéric Veseli (1992), voetballer